# La Praille
La Praille é um bairro de Genebra (Suíça) entre as comuna suíças de Lancy e Carouge, essencialmente industrial e comercial e onde se encontra a estação de triagem de La Praille.
Além dos TPG,  La Praille  também é acessível pelo estação ferroviária de  Lancy-Pont-Rouge. A partir de 2017, data em que será posta em serviço a ligação CEVA a região terá duas estações de comboio com a nova de Carouge-Bachet.

## Comercio & Indústria
A zona onde se encontram instaladas algumas das melhores fábricas da relojoaria de Genebra (Baume et Mercier, Frédérique Constant, Patek Philippe, Raymond Weil,  etc) e o local onde se encontra o Estádio de Genebra.
É aqui que se encontra o principal posto de transformação eléctrico do cantão de Genebra que pertence aos Serviços industriais de Genebra (SIG) .

## Projecto
La Praille, conjuntamente com Les Acacias e Les Vernets, faz parte de um vasto projecto de renovação e desenvolvimento lançado em 2005 pela Federação dos arquitectos suíços e retomado  em 2007 pelo Conselho do Estado de Genebra em partenariado com os CFF para criar uma enorme zona habitacional, industrial e comercial .